# Kättilstads kyrka

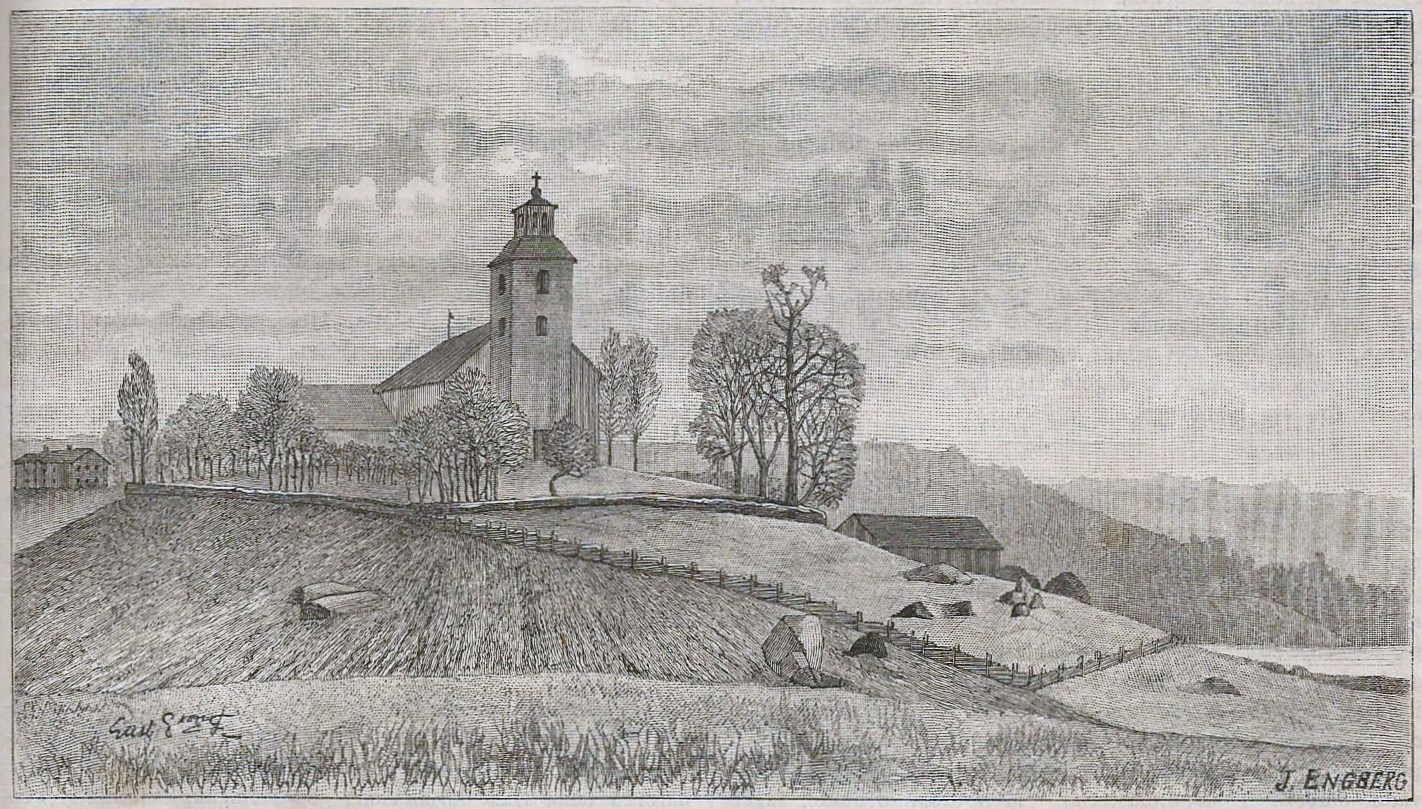
Kyrkan år 1886.

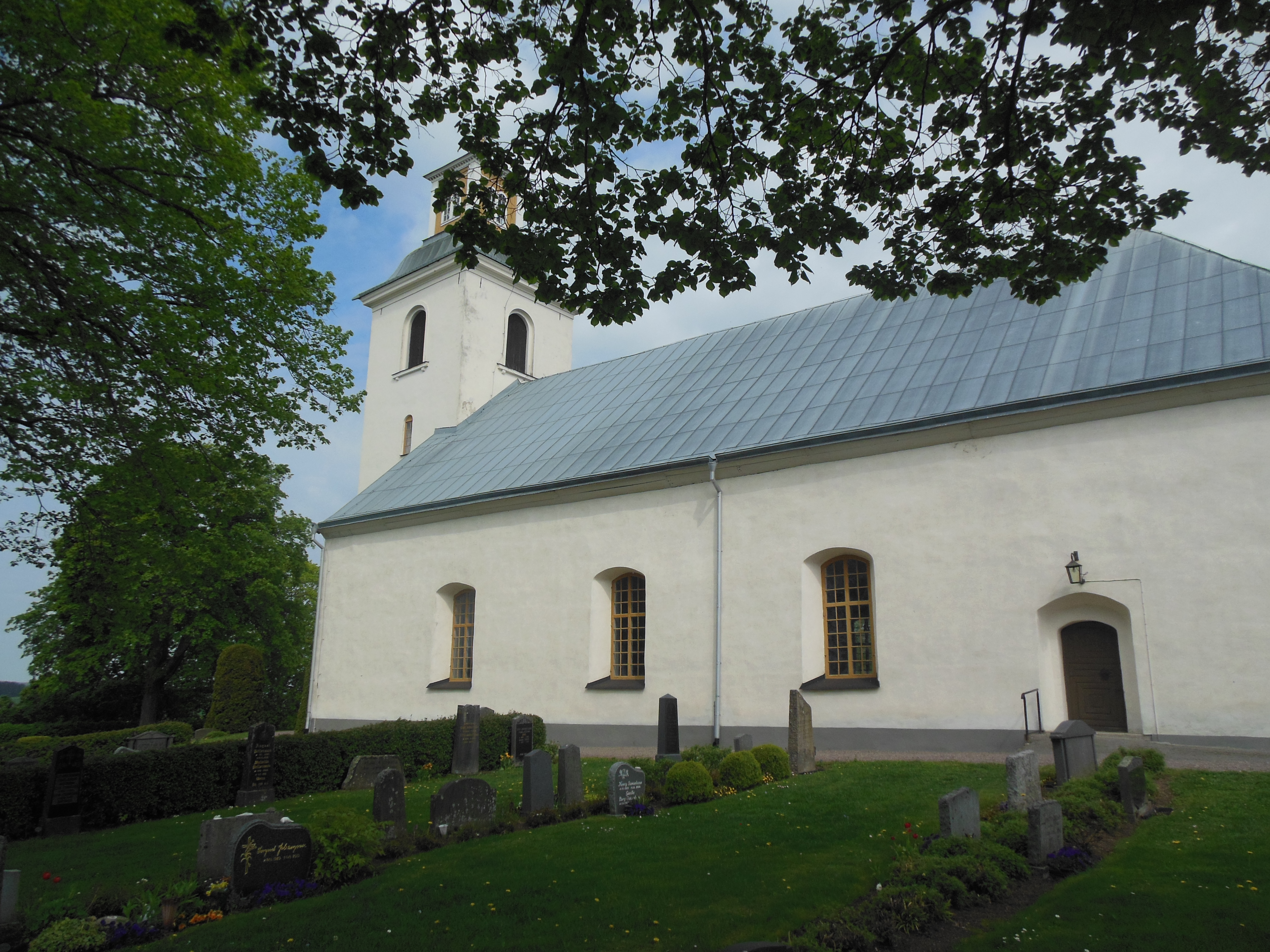
Kyrkan från söder.

Kättilstads kyrka är en kyrkobyggnad i Rimforsa församling, Linköpings stift. Kyrkan med kyrkogård omgärdas av en granitmur med ingångar i norr och öster. Strax söder om kyrkan ligger sjön Striern.

## Kyrkobyggnaden
Äldsta kyrkobyggnaden var en medeltida träkyrka som på 1400-talet ersattes av en stenkyrka. Syllar från träkyrkans kor har påträffats under kyrkgolvet.
Nuvarande kyrka i gustaviansk stil uppfördes 1760 under ledning av byggmästare Petter Frimodig och invigdes 5 oktober samma år av biskop Andreas Olavi Rhyzelius. Äldsta byggnadsdelarna härstammar redan från 1400-talet, däribland sakristians dörrar. Kyrkan består av rektangulärt långhus med en utbyggd sakristia i norr och ett kyrktorn i väster. Tornet härstammar från 1400-talskyrkan. Kyrkorummets tak har ett treklöverformat tunnvalv prytt med tre plafondmålningar vars motiv är "Jesu uppståndelse", "Jesu himmelsfärd" samt "Kristi förklaring". I april 1844 slog blixten ned i tornet och 1700-talsspiran förstördes. Tornspiran ersattes av en lägre huv med fyrkantig lanternin. 1932 genomfördes en omfattande renovering under ledning av arkitekt Johannes Dahl i Tranås. Bland annat lades ett nytt golv i koret och kyrkbänkarna moderniserades.

## Inventarier
- Två altartavlor är från 1700-talet. Motiven är nattvarden respektive korsfästelsen.
- Predikstolen med skulpterade figurer är från 1725.

- Dopfunten är en träställning som eventuellt tillkom 1932. Eventuellt kan äldre delar av predikstolen ingå i funten.
- I kyrkans torn hänger två kyrkklockor. Stora klockan är gjuten år 1741 av Hultman. Klockan väger omkring 940 kg. Lillklockan är gjuten år 1751, likaså av Hultman. Klockan väger omkring 340 kg.

### Orgel
- 1779 byggde Pehr Schiörlin, Linköping, en orgel med 11 stämmor.
- Nuvarande orgel med 20 stämmor, två manualer och pedal tillverkades 1942 av A Magnussons orgelbyggeri, Göteborg. Orgelfasaden är från 1767 eller 1779. Orgeln är pneumatisk och har två fria kombinationer samt registersvällare.

| Huvudverk I  | Svällverk II          | Pedal           | Koppel    |
| Principal 8’ | Gedackt 16’           | Subbas 16’      | I/P       |
| Gedackt 8’   | Rörflöjt 8’           | Ekobas 16’ (tr) | II/P      |
| Octava 4’    | Fugara 8’             | Oktavbas 8'     | II/I      |
| Flöjt 4’     | Principal 4’          | Koralbas 4'     | II 16'/I  |
| Octava 2'    | Gemshorn 4'           |                 | II 4'/I   |
| Mixtur 4 ch  | Spetskvint 2 2⁄3'     |                 | II 16'/II |
|              | Blockflöjt 2'         |                 | II 4'/P   |
|              | Nachthornsters 1 3⁄5' |                 |           |
|              | Oboe 8'               |                 |           |

## Bildgalleri

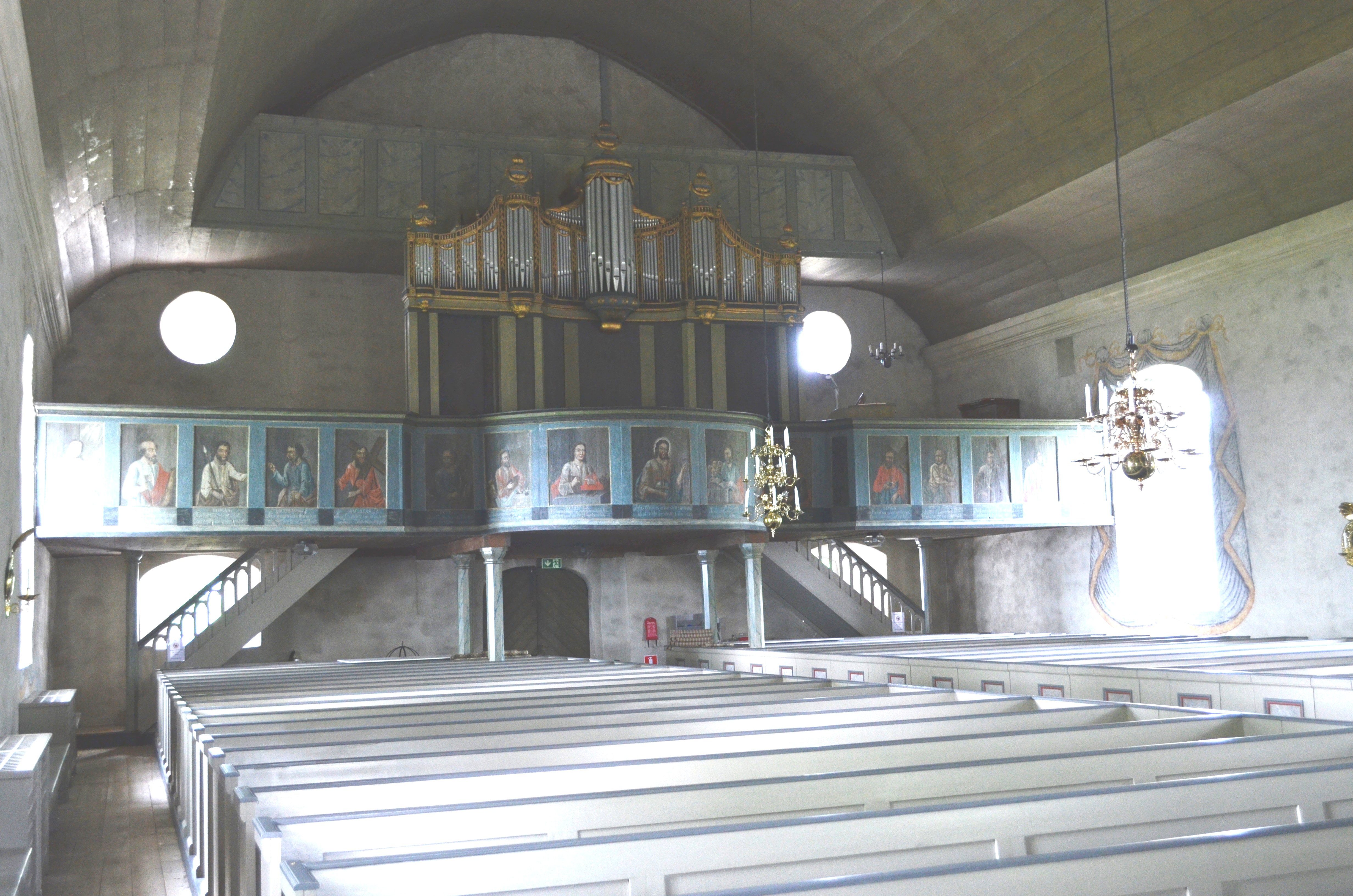
Orgelläktaren.
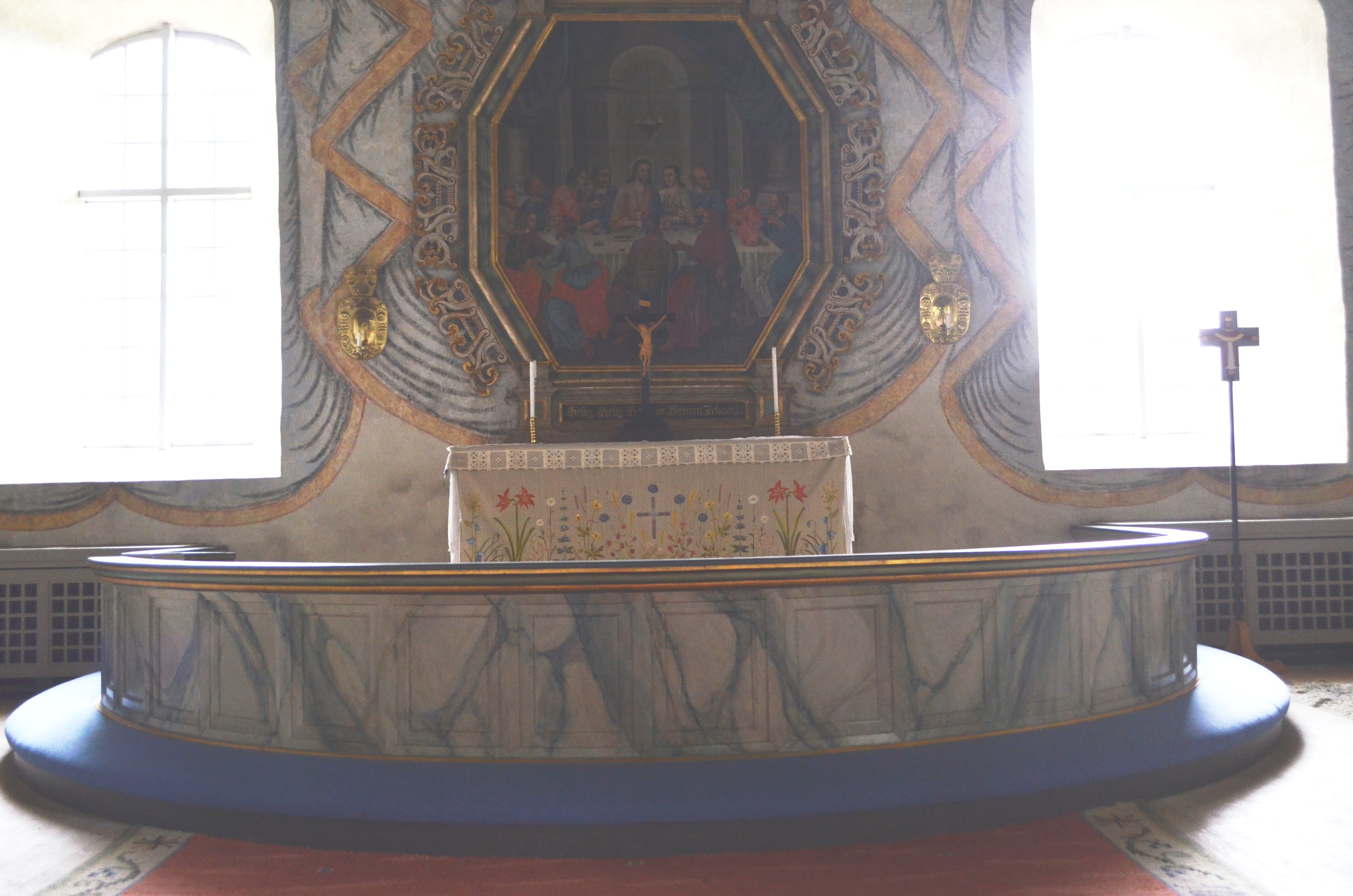
Altaret.
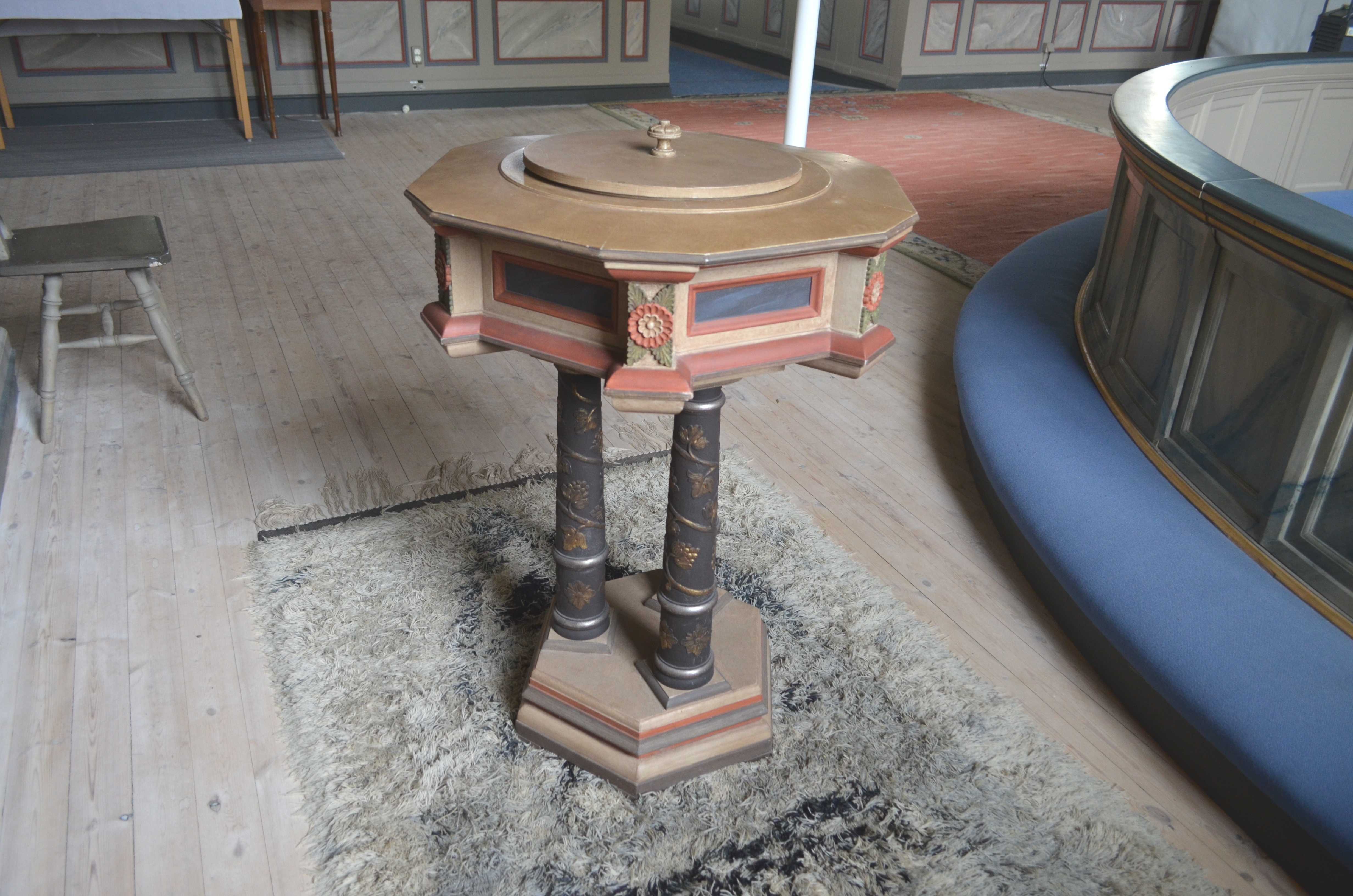
Dopfunten.
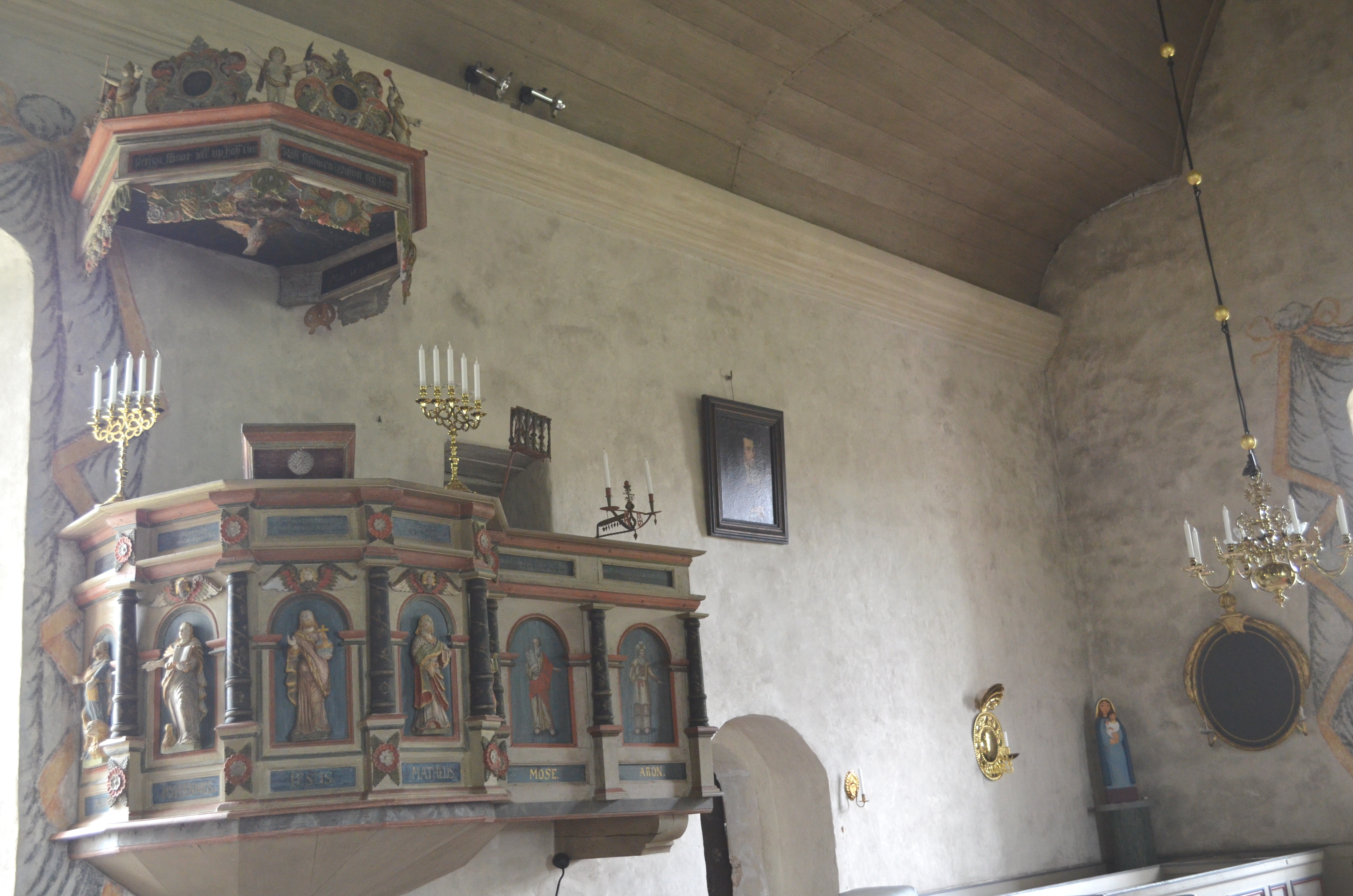
Predikstolen.
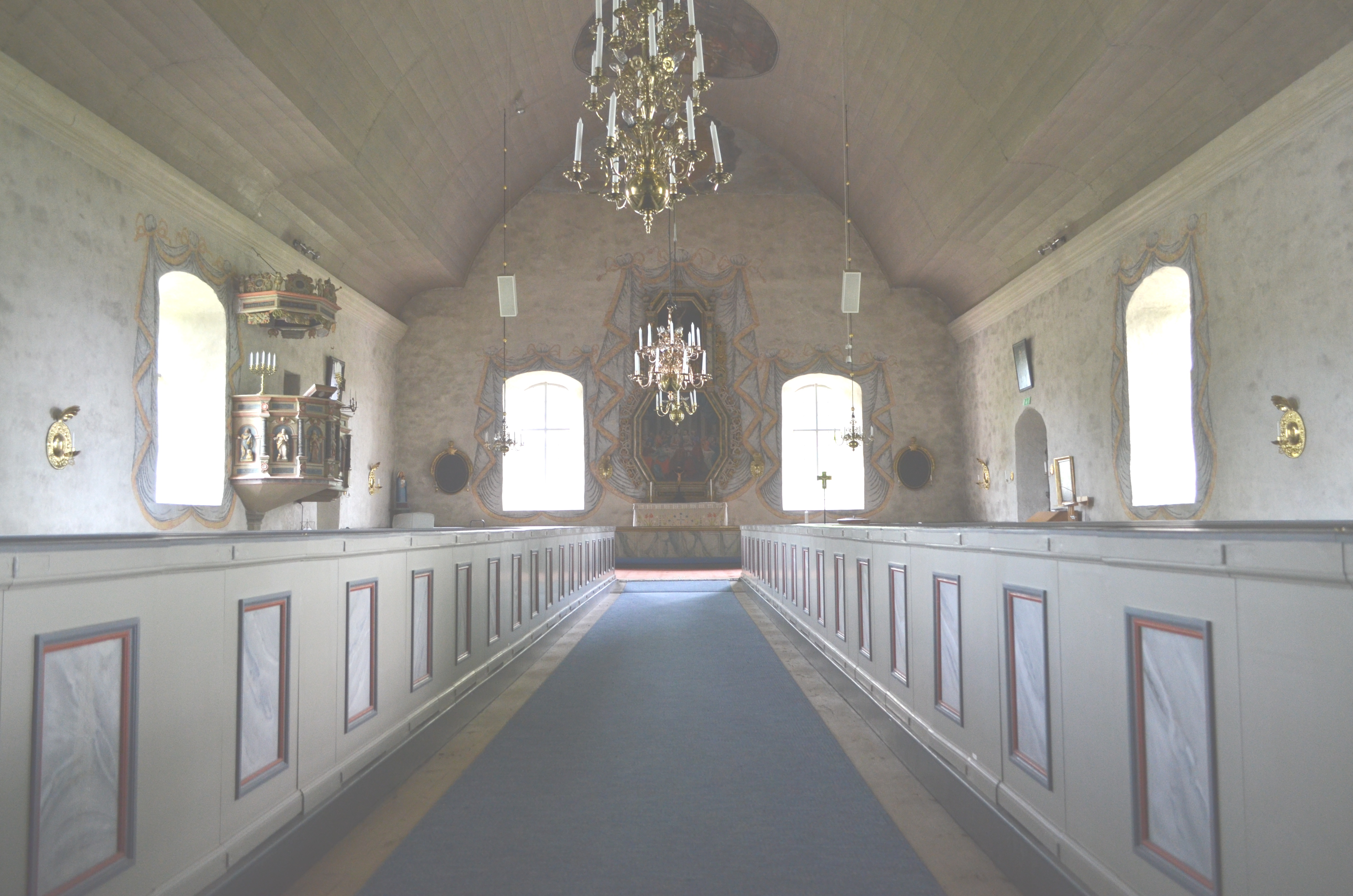
Kyrksalen.

### Webbkällor
- byggnadspresentation
- anläggningspresentation
- Kulturhistorisk inventering av kyrkobyggnader och kyrkomiljöer i Linköpings stift 2005, Östergötlands länsmuseum